# IC 230
IC 230 је елиптична галаксија у сазвјежђу Кит која се налази на листи објеката дубоког неба у Индекс каталогу.
Деклинација објекта је - 10° 49' 54" а ректасцензија 2h 28m 47,2s. Привидна величина (магнитуда) објекта IC 230 износи 14,8 а фотографска магнитуда 15,8. IC 230 је још познат и под ознакама MCG -2-7-16, PGC 9436.